# Иронические кавычки
Иронические кавычки (англ. scare quotes, shudder quotes, sneer quotes) — кавычки, которыми выделяется слово или фраза, чтобы показать дистанцию между автором и цитатой, в том числе ироническое или негативное отношение автора.

## Цели
Могут указывать на то, что автор использует чужой для него термин, аналогично тому, как перед фразой ставится словосочетание «так называемый». Могут подразумевать противоположное значение, скептицизм или несогласие, если текст в кавычках не убедил автора. Они могут указывать на то, что автор намеренно неправильно использует слово или фразу. Могут помочь автору снять с себя ответственность за цитату.
Фигура иронии выступает одним из основных механизмов формирования презрительной тональности. Иронические кавычки меняют знак коннотативной семантики слова. Закавыченная ирония встречается в текстах пренебрежительной модальности и в аналогичных «оскорбительных» высказываниях. Иронические кавычки могут предполагать или создавать проблематизацию слов и выражений.

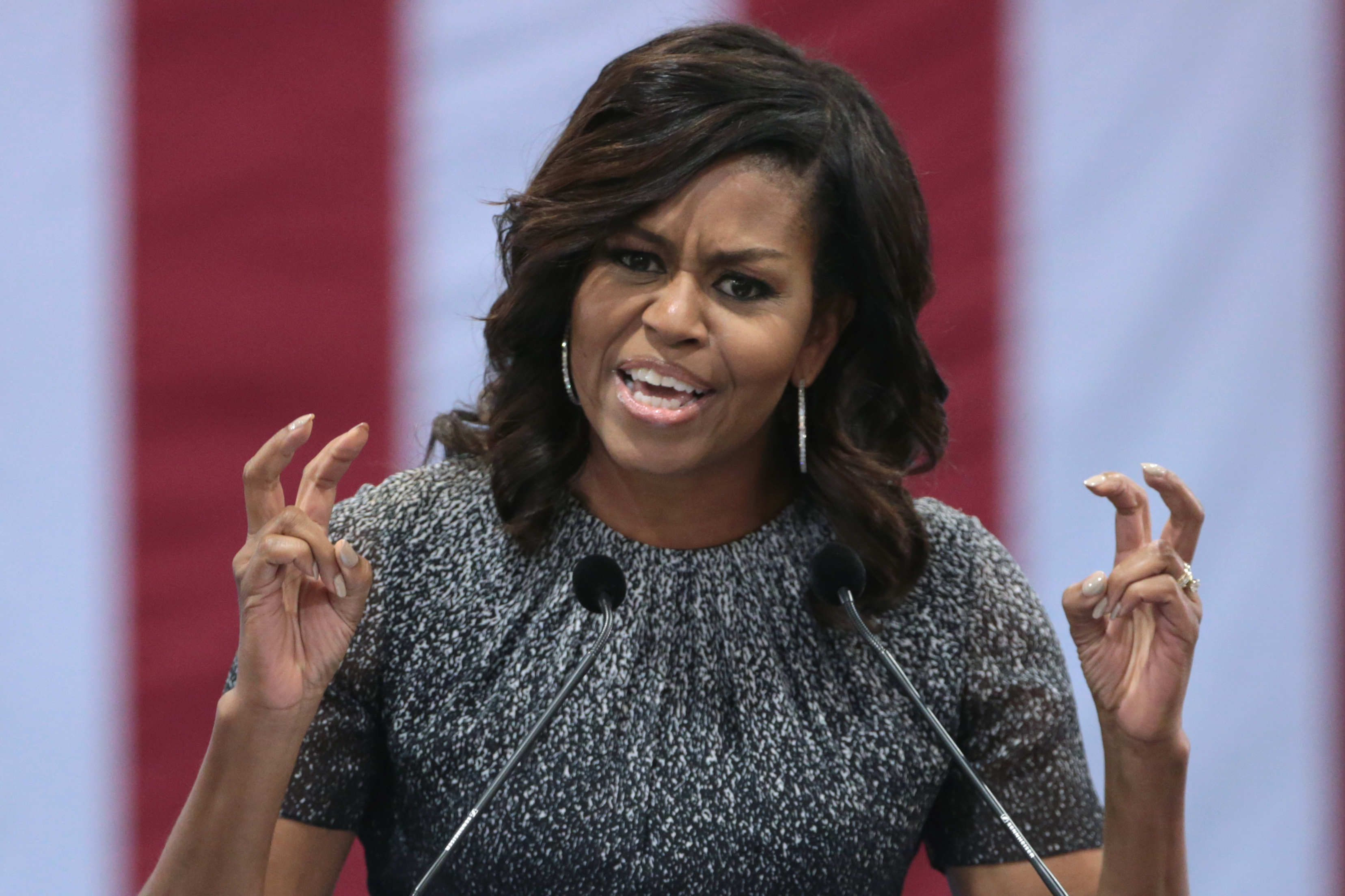
Мишель Обама дискутирует со сторонниками бывшего госсекретаря Хиллари Клинтон на предвыборном митинге в конференц-центре Феникса

Чаще используются в текстах с высокой полемико-политической насыщенностью, где выражают антифразис. В устном дискурсе этот риторический приём подчёркивается невербальными средствами, такими как жесты, мимика, особая интонация издёвки. В письменной речи помимо иронических кавычек могут применяться курсив, подчёркивание, жирный шрифт. В разговорной речи заменой иронических кавычек является жест руки, известный как воздушные кавычки, имитирующий кавычки. В качестве альтернативы говорящий может произнести «цитата» (англ. quote) до и «конец цитаты» (unquote) после цитируемых слов, или сказать quote unquote до или после цитируемых слов.
Являются ли кавычки ироническими, зависит от контекста. Использование иронических кавычек иногда не рекомендуется в официальных или научных текстах.

## История
Термин scare quotes применительно к знакам препинания ввела философ-аналитик Элизабет Энском в 1956 году. Использование графического символа для обозначения иронии или сомнительности имеет более давнюю историю: авторы Древней Греции использовали для этой цели знак, называемый двойным перистигменом.
Начиная с 1990-х годов иронические кавычки получили большое распространение. Авторы-постмодернисты выдвигали теории о пунктуации брекетинга, в том числе иронических кавычек, и сформулировали причины их частого использования в своих произведениях.
В 2014 году американское интернет-издание Slate назвало хэштеги «новыми scare quotes» в том смысле, что оба средства устанавливают дистанцию. Как и иронические кавычки, такие хэштеги, как #firstworldproblems или #YOLO, означают, что фраза не принадлежит автору.
Меган Гарбер в журнале The Atlantic пишет: «Заключать такие термины, как „политика идентичности“, „культура изнасилования“ или, да, „альтернативные правые“ в scare quotes, значит… осуществлять в этой части текста политическую декларацию».

## Критика
Иронические кавычки встречаются повсеместно, и их использование выражает недоверие к истине, реальности, фактам, разуму и объективности. Некоторые эксперты советуют избегать иронические кавычки, поскольку они могут дистанцировать автора и сбить с толку читателя.
В 1982 году философ Дэвид Стоув исследовал тенденцию использования иронических кавычек в философии как средства нейтрализации или подвешивания смысла слов, которые подразумевают когнитивные достижения, такие как знания или открытия.
Политический обозреватель Джонатан Чейт писал в The New Republic: «scare quotes — идеальный способ сделать инсинуацию, не доказывая ее, или даже без необходимости прояснить, на что вы намекаете».[27]
Культурный критик Грейл Маркус назвал scare quotes «врагами», добавив, что они «убивают повествование, они убивают рассказывание историй… Это нападение автора на его или ее собственные слова».